# Ciklum
Ciklum — міжнародна компанія з розробки програмного забезпечення. Заснована в Україні.
Центри розробки програмного забезпечення та філії компанії знаходяться у США, Великій Британії, Швейцарії, Данії, Ізраїлі, Україні, Білорусі, Румунії та Пакистані.

## Освітні ініціативи
У вересні 2012 року Ciklum став співзасновником BIONIC University — першого українського Міжкорпоративного IT-Університету.
У квітні 2014 року Ciklum з іншими ІТ-компаніями України запустив Brain Basket Foundation для фінансування тренінгів для охочих вивчати програмування. Вклад Ciklum у програму склав $100 тис. Річард Бренсон підтримав цю ініціативу.

## Історія
Компанію засновано 2002 року в Києві данським уродженцем Торбеном Майгаардом, який очолював Раду директорів до 2019 року. 2009 року компанія купує основні бізнес-активи компанії-банкруту Mondo. У цьому ж році Ciklum викуповує профіль групи в Пакистані та відкриває новий центр розробки.
У 2011 купує 50 % акцій компаниї SCR Gruppen (Данія).
У 2013 році заходить на ізраїльський ринок та купує данську IT-аутсорсингову компанію Kuadriga.
У 2014 році стає партнером Intel Software і оголошує про розширення свого бізнесу у США, відкривши новий офіс на східному узбережжі в Нью-Йорку. У цьому ж році Ciklum відкриває новий центр розробки у Львові, Україна.
У березні 2014 року компанія запропонувала новому національному уряду вжити конкретних заходів з метою захисту української ІТ-індустрії в умовах політичної нестабільності. Торбен Майгаард, генеральний директор компанії Ciklum, написав щирого листа до Міністра економіки України, Павла Шеремети, закликаючи до спільних дій, які б гарантували стійкість позиції ІТ-індустрії, незважаючи на стан речей у країні..
У 2014 році запускає програму «startup-in-residence» в Україні.
У 2015 році розширює свої локації в Центральній та Східній Європі з новим центром розробки в Румунії. Компанія також відкриває друге представництво в США, Бостон.
У лютому 2024 року стало відомо про придбання компанією американської консалтингової компанії Infogen Labs.

## Рейтинг та нагороди
- Входить до CeBIT 2010 топ-20, була в рейтинзі Global Services у 2010[35], 2011[36] і 2012[37] роках.
- 2012 та 2013 — одні з 5 найбільших аутсорсингових компаній в України за версією Форбс Україна[38][39][40].
- 20 травня 2013 компанія Gartner Inc. у своєму звіті «Cool Vendors in Application Services, 2013» надає Ciklum титул «Cool Vendor».[41].
- 2015 — № 5 серед 25 найбільших ІТ-компаній в Україні[42]
- 2018 — «Видатний IoT проект» від Computing's Big Data Excellence Awards.[43]
- 2018 — European Software Testing Award в категорії «Глобальна команда року з тестування»[44]
- 2021 — № 1 серед українських IT-компаній за версією Асоціації «IT-Україна» і Dou.ua[45]